# Запоріжжя-Вантажне
Запорíжжя-Вантáжне — вантажна залізнична станція 2-го класу Запорізької дирекції Придніпровської залізниці на електрифікованій лінії Синельникове I — Запоріжжя I між станцією Янцеве (9 км) та зупинним пунктом Іскра (4 км). Розташована у Шевченківському районі міста Запоріжжя, на вулиці Трембітна, 1.
На станції виконуються послуги Запорізької дистанції вантажно-розвантажувальних робіт.

## Історія
Станція відкрита 1934 року під первинною назвою Запоріжжя-Мокре, яка походила від колишньої однойменної місцевості.
У грудні 1965 року станція електрифікована постійним струмом (=3 кВ) в складі дільниці Лозова — Синельникове I — Запоріжжя I.

## Пасажирське сполучення
На станції Запоріжжя-Вантажне зупиняються приміські електропоїзди напрямку Запоріжжя I — Синельникове I / Дніпро-Головний.